# NGC 3280C
NGC 3280C (ook: NGC 3295C) is een elliptisch sterrenstelsel in het sterrenbeeld Waterslang. Het hemelobject werd in 1880 ontdekt door de Britse astronoom Andrew Ainslie Common.

## Synoniemen
- MCG -2-27-8
- NPM1G -12.0324
- PGC 31158